# Grijze boszangervink
De grijze boszangervink (Certhidea fusca) (in het Engels Grey Warbler Finch, grauwe boszangervink) is een van de zogenaamde darwinvinken. Het zijn allemaal zangvogels uit de grote Amerikaanse familie Thraupidae (tangaren). De darwinvinken komen als endemische soorten alleen voor op de Galapagoseilanden.

## Verspreiding en leefgebied
Er worden van deze soort boszangervink zes ondersoorten onderscheiden op de diverse eilanden. De nominaat, C. fusca fusca, komt voor op de eilanden Pinta, Marchena; C. fusca becki op Darwin en Isla Wolf; C. fusca mentalis op Genovesa; C. fusca luteola op San Cristóbal; C. fusca bifasciata op Santa Fe; C. fusca cinerascens op Española en C. fusca ridgwayi op Floreana.
De soorten komen allemaal voor op de eilanden met een droog klimaat in droge bossen en in gebieden met struikgewas. Deze boszangervinken hebben in die gebieden een aangepast verenkleed, minder groen dat dat van de gewone boszangervink.